# 庹姓
庹姓是中国一个比较生僻的汉姓。

## 字源
从造字角度看，“庹”源于“度”字，由后者该换偏旁而来。明代陆容《菽园杂记》：“广西有庹姓，音托，今吴中人伸两臂量物曰托。‘庹’既与‘度’似，而又从尺，疑即此欤？”
从声音角度看，“庹”与“度”“尺”“拃”等表示测量的词有着共同的词源。

## 起源
1. 庹姓源于熊姓，是颛顼高阳氏的后裔。
2. 一源于古代掌度量衡的官职，后裔便以官名为姓氏，为度氏，后部分人因故改为庹氏。
3. 源于土家族，为古時巴人的姓氏。[1]

## 延伸阅读
[在维基数据编辑]
 《欽定古今圖書集成·明倫彙編·氏族典·庹姓部》，出自陈梦雷《古今圖書集成》